# Certain Women
Certain Women is een Amerikaanse film uit 2016, geschreven en geregisseerd door Kelly Reichardt, gebaseerd op de verhalenbundels Both Ways Is the Only Way I Want It en Half in Love van Maile Meloy. De film ging in wereldpremière op 24 januari op het Sundance Film Festival.

## Verhaal
De film vertelt het verhaal van drie vrouwen wier levens elkaar kruisen in Montana. De advocate Laura probeert een cliënt te kalmeren en zo een vijandige situatie te vermijden. De relatie van een getrouwd koppel Gina en Ryan begint barsten te vertonen wanneer ze een oude man proberen te overtuigen zijn grond te verkopen. Jamie, een meisje dat op een ranch werkt voelt zich aangetrokken tot de advocate Beth die tweemaal per week les geeft aan volwassenen, waarbij ze telkens nog vier uur naar huis moet rijden.

## Rolverdeling
| Acteur            | Personage   |
| ----------------- | ----------- |
| Laura Dern        | Laura Wells |
| Kristen Stewart   | Beth Travis |
| Michelle Williams | Gina Lewis  |
| James Le Gros     | Ryan Lewis  |
| Jared Harris      | Cliënt      |
| Lily Gladstone    | Jaimie      |

## Productie
De film werd aangekondigd in februari 2015 met de casting van Michelle Williams, later vervoegden de actrices Kristen Stewart en Laura Dern de cast. De filmopnames hadden plaats van maart tot april 2015 in Livingston (Montana).